# Psychoda alia
Psychoda alia és una espècie d'insecte dípter pertanyent a la família dels psicòdids que es troba a les illes de Borneo, Mindanao (les illes Filipines) i Nova Guinea.